# Гай Вибий Руф
Гай Вибий Руф Руфин (на латински: Gais Vibius Rufus Rufinus) e политик на ранната Римска империя.

## Биография
Фамилията му Вибии произлиза от Тускулум. Той е женен за Публилия и е баща на Гай Вибий Руфин.
През 16 г. Вибий е суфектконсул заедно с Публий Помпоний Грецин. През 24 г. Вибий е в колегията collegio curatorum alvei Tiberis praefectus.